# Regiment Carabiniers Prins Boudewijn - Grenadiers

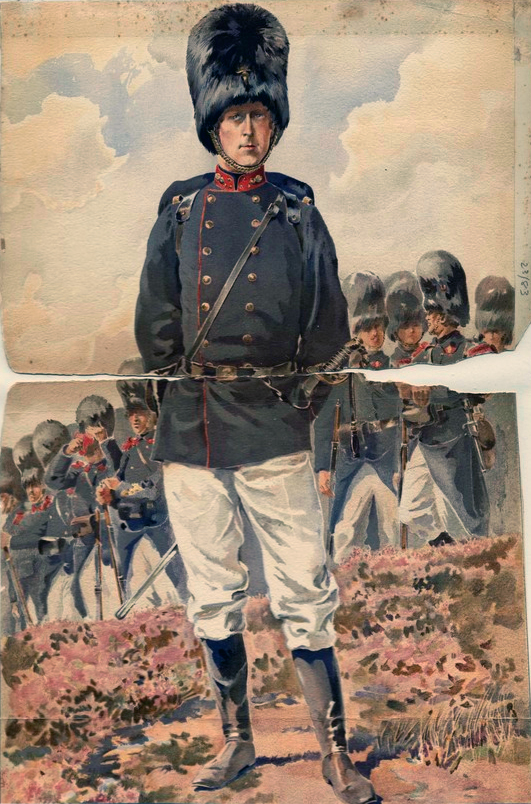
le Prince Albert en uniforme des Grenadiers

Le Regiment Carabiniers Prins Boudewijn - Grenadiers (en français : Régiment Carabiniers Prince Baudouin - Grenadiers) est une unité d'infanterie néerlandophone de la composante terre des forces armées belges. Il fait partie de la Brigade Médium

## Historique
Le 1er régiment de carabiniers fut constitué le 27 septembre 1830 durant la révolution belge. Il était équipé de carabines et reçu le nom de Régiment des Carabiniers en 1850. Le 21 juillet 1930, le roi Albert Ier décida que le régiment porterait le nom de régiment Carabiniers Prince Baudouin, en l'honneur de son frère aîné qui servit dans ses rangs.
Le 1er régiment de grenadiers fut fondé le 8 mai 1837 par le roi Léopold Ier.
À la suite d'une restructuration de l'armée à la fin de la guerre froide, le régiment Carabiniers Prince Baudouin fusionna avec le 1er régiment de grenadiers le 27 juin 1992 pour former le régiment actuel. L'unité garda son rôle d'infanterie mécanisée et est stationnée à Bourg-Léopold.

## Étendard
Présenté par le Roi Albert II en 1994, il porte les inscriptions suivantes, brodée en or :
- Veldtocht 1914 - 1918 (en français : Campagne 1914-1918)
- Antwerpen IJzer (en français : Anvers Yser)
- Tervate
- Steenstraat (1er Grenadiers) Westrozebeke (1er Carabiniers)
- Passendale (1er Grenadiers) Rumbeke
- Slag van Belgie 1940 (en français : Bataille de Belgique)

## Organisation
Le régiment est composé de quatre compagnies : 
- Une compagnie de commandement et de logistique (transmission, transport, ravitaillement);
- Une compagnie d'infanterie mécanisée équipée d’AIFV qui seront remplacés par des MOWAG Piranha IIIC.
- Deux compagnies d'infanterie légère équipées d'UNIMOG en attendant leurs remplacement par des Dingo. Une de ces compagnies est inactive par suite d'un manque de personnel.

## Sources
- (en) Cet article est partiellement ou en totalité issu de l’article de Wikipédia en anglais intitulé « Regiment Carabiniers Prins Boudewijn – Grenadiers » (voir la liste des auteurs).
- Site de l'armée belge